# Ана Хакл
Ана Хакл (рођена 1931) је ћерка аустријске сељанке Марије Лангтхалер родом из сеоске заједнице Швертберг, која је у фебруару 1945. спасила двојицу совјетских официра који су побегли из концентрационог логора Маутхаузен-Гусен.

## Мухлвиертелов лов на зечеве
Породица сељака Лангтхалер, почев од 2. фебруара 1945. године, три месеца су под јаким боловима, скривала два совјетска ратна заробљеника (Михаил Рибчински и Николај Тсемкало), који су побегли из концентрационог логора Маутхаузен. Нису их издали ни када су СС и Фолксштурм стигли на фарму. У то време, око 500 затвореника је побегло, а само 11 је преживело болести и хладноћу, уз непрестано гоњење СС-а, полиције, Фолксштурма, Хитлерове омладине и локалних становника. Већина бегунаца умрла је на лицу мееста. Догађаји су ушли у историју као Мухлвиертелов лов на зечеве (нем. Mühlviertler Hasenjagd).
Ујутро 5. маја 1945. америчке трупе су дошле на фарму, а јединице Фолксштурма су побегле.
Ана Хакл, рођена Лангтхалер, награђена је после рата за свој подвиг,а такође је добила почаст у име своје преминуле мајке Ане Лангтхалер. Ана је 1945. имала свега 14 година.
Ана Хакл, удата и мајка петоро деце, годишње посети око 30 школа како би младим људима рекла о ужасу и потешкоћама тог периода.
Аустријски редитељ Андреас Грубер (Andreas Gruber) приказао је сцене подвига породице Лангтхалер у свом филму „Лов на зечеве“. Херојско дело породице Лангтхалер такође је обухваћено књигом аустријског новинара Валтера Кохла „И ваша мајка вас чека“. («Auch auf dich wartet eine Mutter») 

## Награде
- Знак части за заслуге у Републици Аустрији [2]
- Награда за људска права државне владе Горње Аустрије (2005)
- Орден Миколија Чудотворца Украјинске православне цркве

## Везе
- Георгије Зотов Подвиг без награде. Мајка нацистичких војника спасила је совјетске официре
- Владимир Григоријан Синови Марије